# Evangelische Kirche Winnen (Allendorf/Lumda)

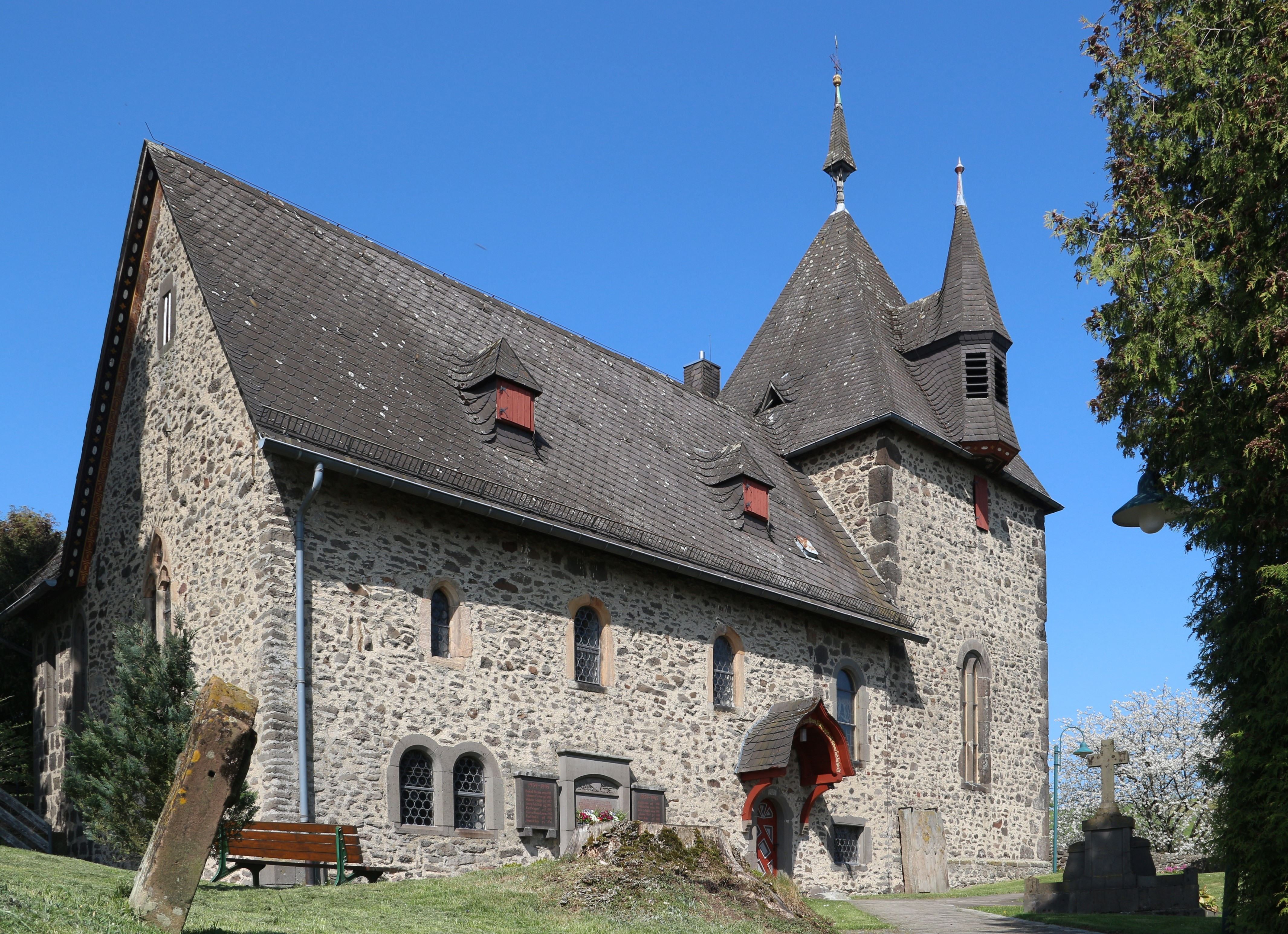
Kirche von Südwest

Die Evangelische Kirche in Winnen, einem Ortsteil in Allendorf (Lumda) im Landkreis Gießen (Hessen), ist ein denkmalgeschütztes Kirchengebäude. Sie geht in den ältesten Teilen auf das Ende des 13. Jahrhunderts zurück und wurde um 1320 vollendet. Im Jahr 1908 erhielt das Langhaus durch eine Erweiterung seine heutige Gestalt. Die Kirche prägt mit ihrem Chorturm das Ortsbild und ist hessisches Kulturdenkmal.

## Geschichte

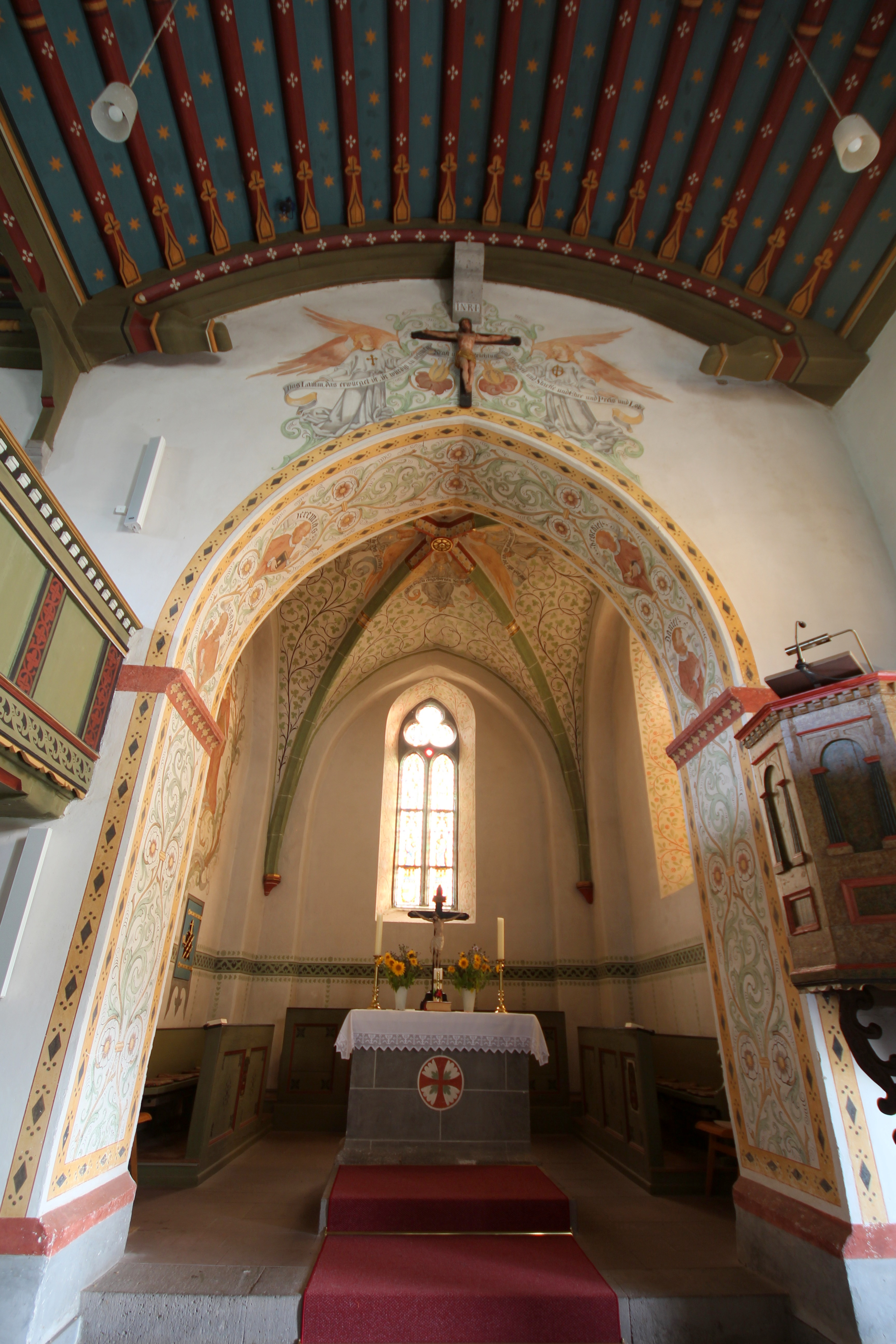
Chorgewölbe und -bogen des 14. Jahrhunderts, Holztonne im Schiff von 1908

Die Anfänge der Vorgängerkirche reichen vermutlich ins 10. Jahrhundert zurück. Urkundlich ist für das Jahr 1238 ein Pleban Werner in Winnen (plebanus de winden) in einer Rechtssache belegt. Die Urkunde des Klosters Arnsburg gilt als ältester schriftlicher Nachweis für den Ort und die Pfarrei. Ende des 13. Jahrhunderts wurde die Kirche durch einen Neubau ersetzt, der um 1320 fertiggestellt wurde. Zu der im 12. oder frühen 13. Jahrhundert gegründeten Pfarrei Winnen gehörten von Anfang an Nordeck und Allendorf als Filialen dazu.
Das prosperierende Allendorf erlangte 1323 mit einer eigenen Pfarrei die kirchliche Selbstständigkeit. Das Patronatsrecht übten zwischen 1323 und 1526 die Landgrafen aus, danach die Rau von Holzhausen. Der Altar in Winnen war nach einem Beleg von 1422 der hl. Walburga geweiht. Ein Liebfrauenaltar in einer Kapelle in oder an der Kirche, die vielleicht mit der Sakristei identisch ist, ist für 1488 bezeugt. Die Kirche hatte demnach das Hauptpatrozinium der St. Walburgis und ein Nebenpatrozinium der hl. Maria.
Im Spätmittelalter war Winnen dem Archidiakonat St. Stephan in der Erzdiözese Mainz zugeordnet. Mit Einführung der Reformation wechselte der Ort zum protestantischen Glauben. 1528 wurde im Lumdatal die Reformation eingeführt; Anfang der 1540er Jahre ist der erste lutherische Pfarrer nachgewiesen. Im Jahr 1577 wurde Wermertshausen nach Winnen eingepfarrt und erhielt in der Mitte des 18. Jahrhunderts eine eigene Fachwerkkirche. Unter Landgraf Moritz (Hessen-Kassel) wurden zwischen 1607 und 1624 wahrscheinlich reformierte Pastoren eingesetzt, nach dem Tod von Moritz wieder lutherische.
In den Jahren 1906 bis 1908 erfuhr das Langhaus eine Erweiterung nach Norden auf fast die doppelte Breite unter Leitung des Marburger Architekten August Dauber. In diesem Zuge wurde der Westgiebel erhöht und im Kirchenschiff, das ursprünglich von einer flachen Balkendecke abgeschlossen wurde, eine Holztonne eingezogen. Der Kirchenmaler Nicolaus Dauber, Bruder des Architekten, besorgte 1908 die Ausmalung der Kirche. Die Kirche wurde in zehn Jahren ab 1969 umfassend renoviert.
Zusammen mit Nordeck und Wermertshausen bildete Winnen bis Ende 2011 eine Pfarrei im äußersten Südwesten der Evangelischen Kirche von Kurhessen-Waldeck. Nach 435 Jahren wurde Wermertshausen am 1. Januar 2012 aus dem Kirchspiel Winnen gelöst und mit der evangelischen Kirchengemeinde Dreihausen/Heskem verbunden, die zum Kirchenkreis Marburg der Evangelischen Kirche von Kurhessen-Waldeck gehört.

## Architektur

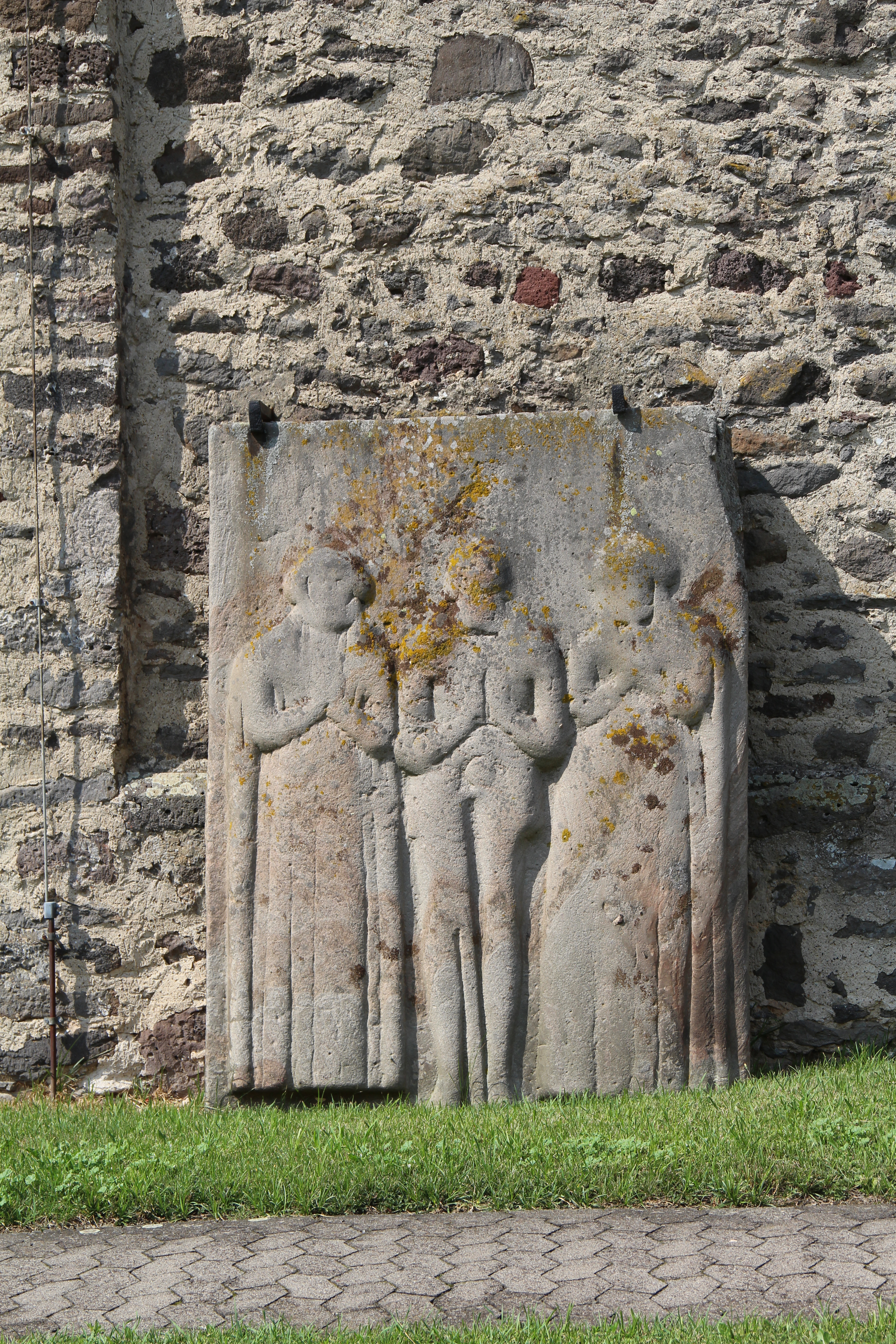
Grabplatte für die Freiherren Rau von Holzhausen rechts vom Südportal

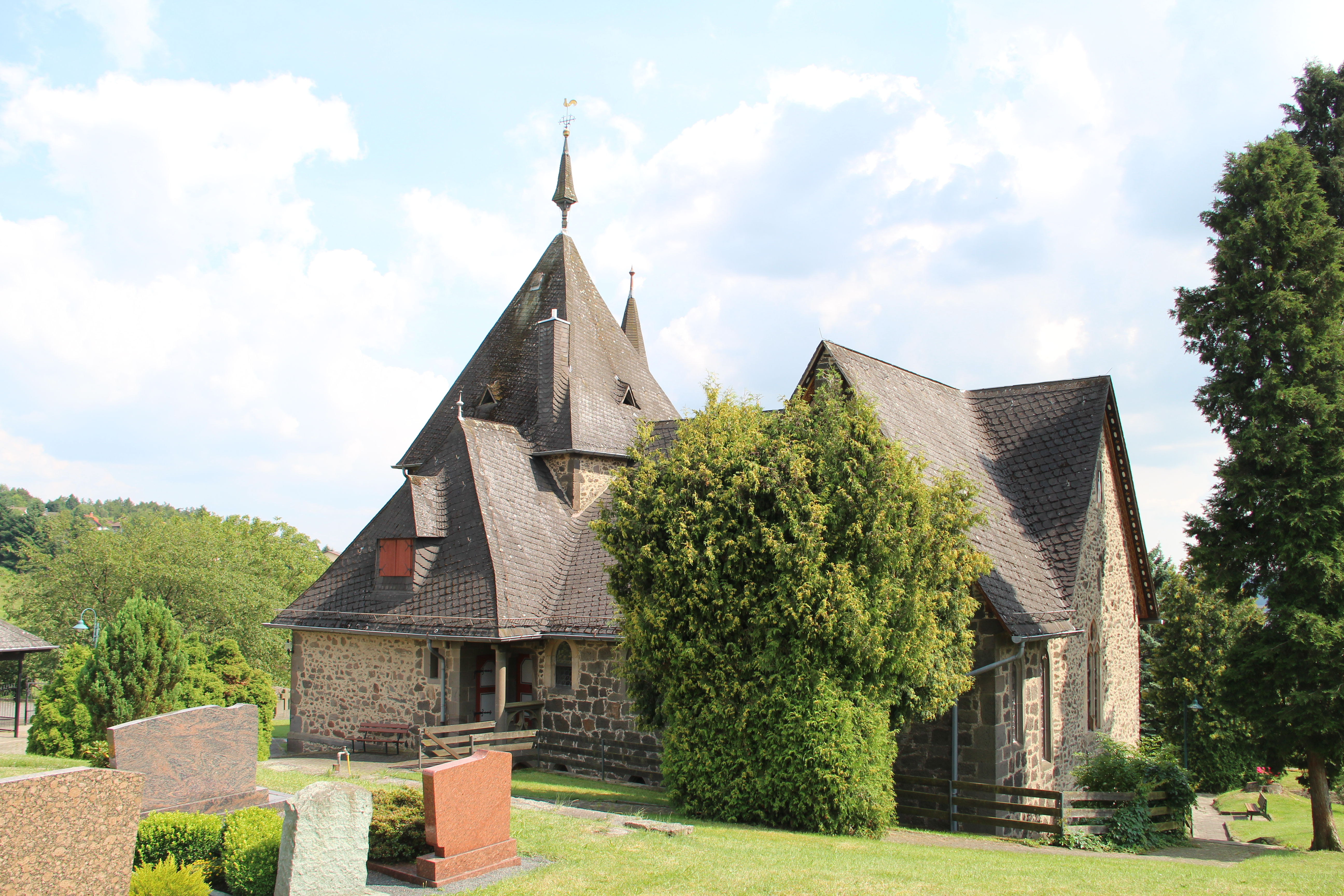
Ansicht von Norden auf die vielgestaltige Dachlandschaft

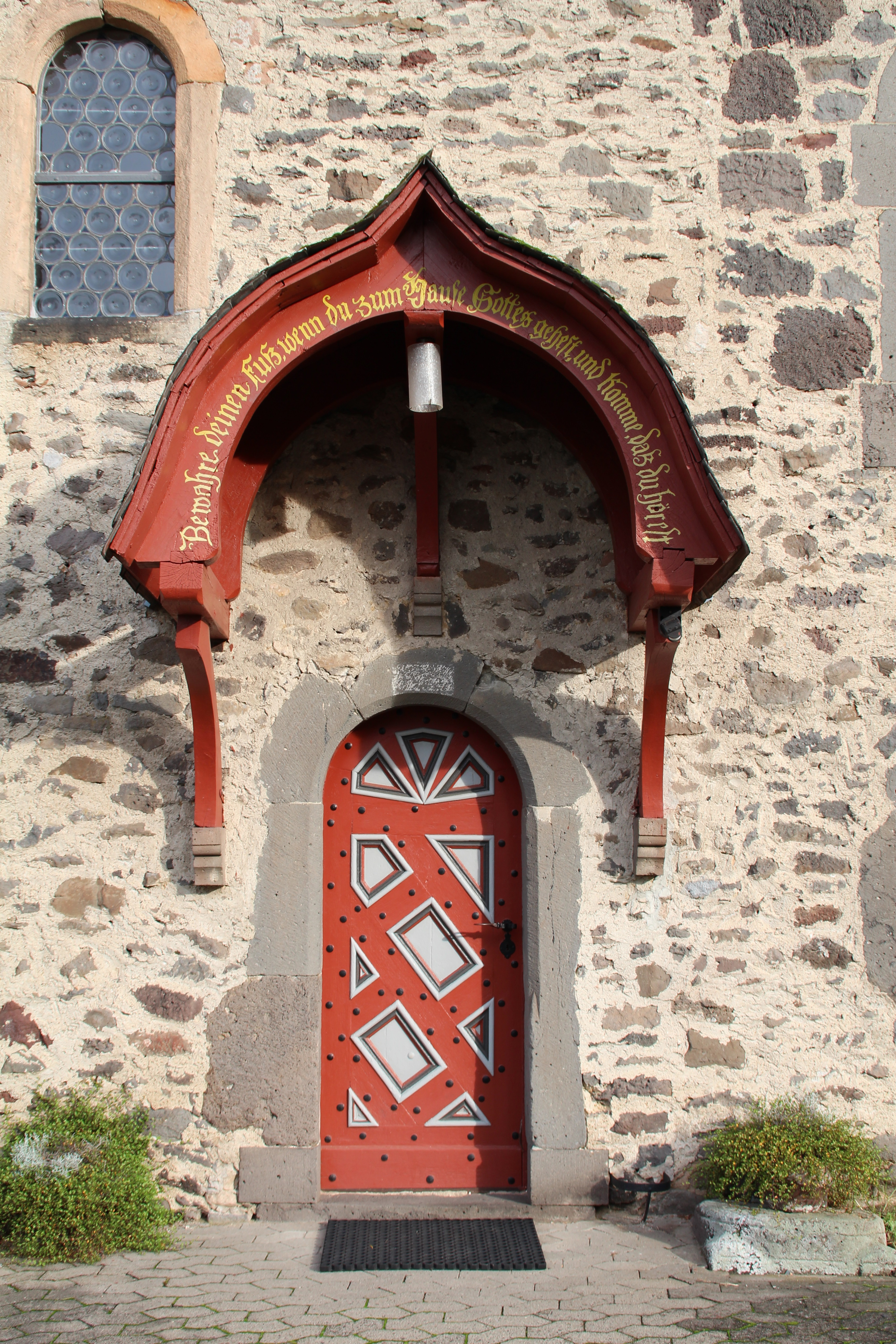
Überdachtes Südportal

Die geostete wehrhafte Kirche aus Bruchstein-Mauerwerk steht erhöht am nördlichen Ortsrand und ist weithin sichtbar. Die Kirchhofummauerung ist noch zum Teil erhalten und hat früher die Kirche ganz umschlossen.
Ältester Teil ist der frühgotische Chorturm im Osten aus dem 13. Jahrhundert auf quadratischem Grundriss. Er erhielt zu Beginn des 14. Jahrhunderts einen spitzbogigen Chorbogen mit vorkragenden Kämpfersteinen und ein Kreuzrippengewölbe auf kleinen Konsolen. Der Schlussstein ist mit einer goldenen Rose belegt. Der Turm wird von einem verschieferten Zeltdach abgeschlossen und weist an der Südseite eine vorkragende Gaube auf. Sie stammt ebenso wie die zierliche Turmspitze wahrscheinlich aus dem 17. Jahrhundert. Der Kirchturm beherbergt ein Dreiergeläut. Das schmale zweigeteilte südliche Rundbogenfenster stammt aus dem 13. Jahrhundert, während das schmale Ostfenster mit Dreipass im 14. Jahrhundert gestaltet wurde. An der nördlichen Seite wurde im 15. Jahrhundert eine überwölbte Sakristei angebaut, die später als Grablege diente. Das Walmdach der Sakristei hat an der Nordseite eine verschindelte Gaube.
Das 1908 erweiterte Langhaus hat ein Satteldach, das an beiden Seiten kleine Gauben aufweist. Das Gotteshaus wird durch Portale im Westen und Süden erschlossen, deren Gewände aus dem 15. Jahrhundert stammen. Der Sturz über dem Westportal ist mit 1723 bezeichnet. Das Südportal dient als Haupteingang und ist überdacht. Die Fenster an der Südseite stammen aus dem 13., 17., 18. und 20. Jahrhundert. In der oberen Ebene sind vier unterschiedlich große rundbogige Fenster eingelassen, unterhalb des sehr kleinen westlichen Fensters ein doppeltes Rundbogenfenster und östlich unter dem größeren Rundbogenfenster von 1908 ein kleines viereckiges Fenster. Die Gewände sind teils aus rotem Sandstein, teils aus Lungstein gefertigt. Der nördliche Anbau ist giebelständig und gewährt über eine Außentreppe den Zugang zur Nordempore. Im Westgiebel befindet sich ein schmales rundbogiges Fenster.
Ein abgetretenes und verwittertes Sandstein-Epitaph für die Freiherren Rau von Holzhausen zu Nordeck aus der zweiten Hälfte des 16. Jahrhunderts ist an der Südseite des Turms aufgestellt. Er verweist auf das „Rausche Erbbegräbnis“. Der Stein zeigt einen bärtigen Ritter mit Schwert, möglicherweise Adolf VIII., der von seinen beiden Ehefrauen in langen Fließkleidern flankiert wird, umgeben von fünf Familienwappen.

## Ausstattung

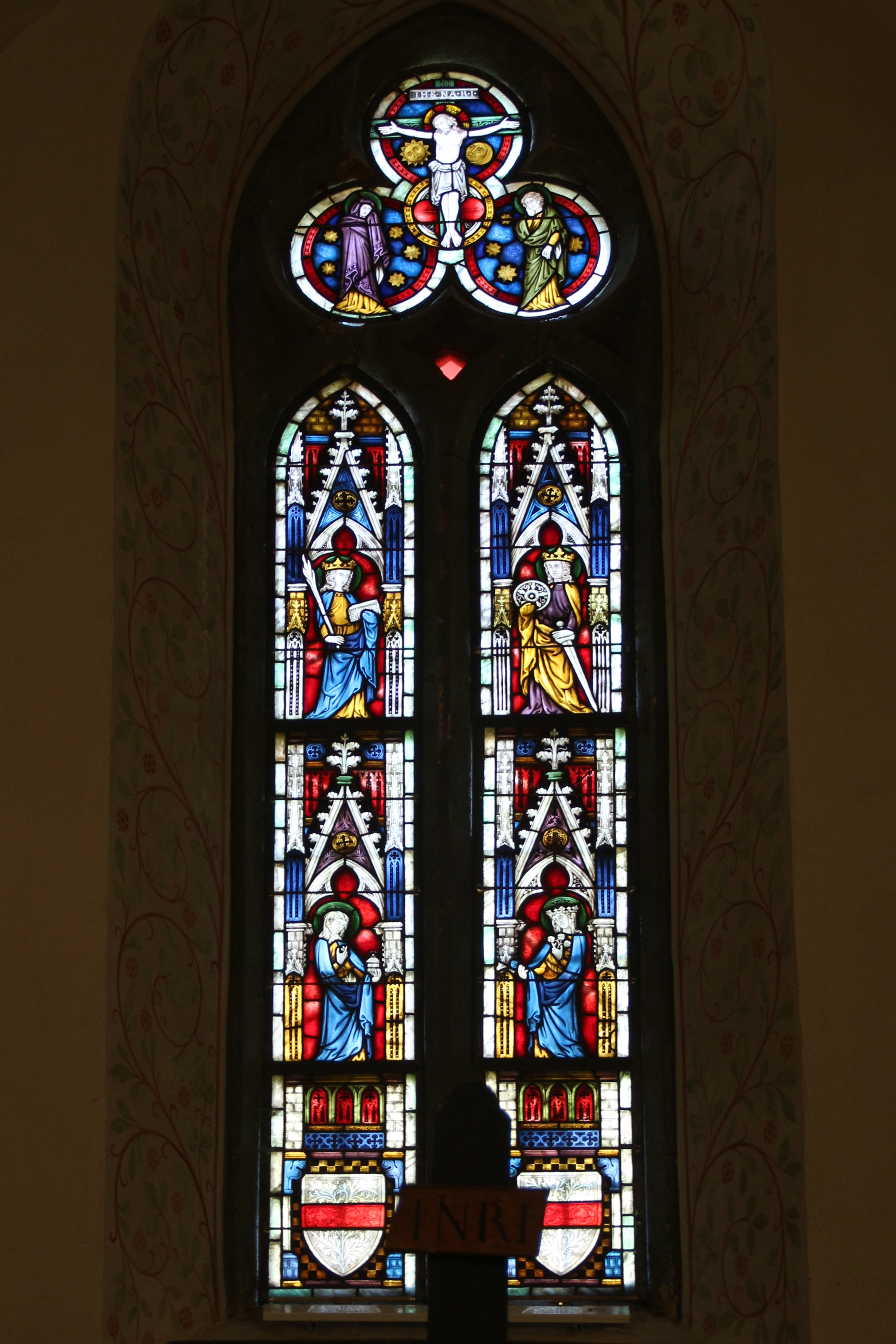
Chorfenster (Replik, Original von 1320)

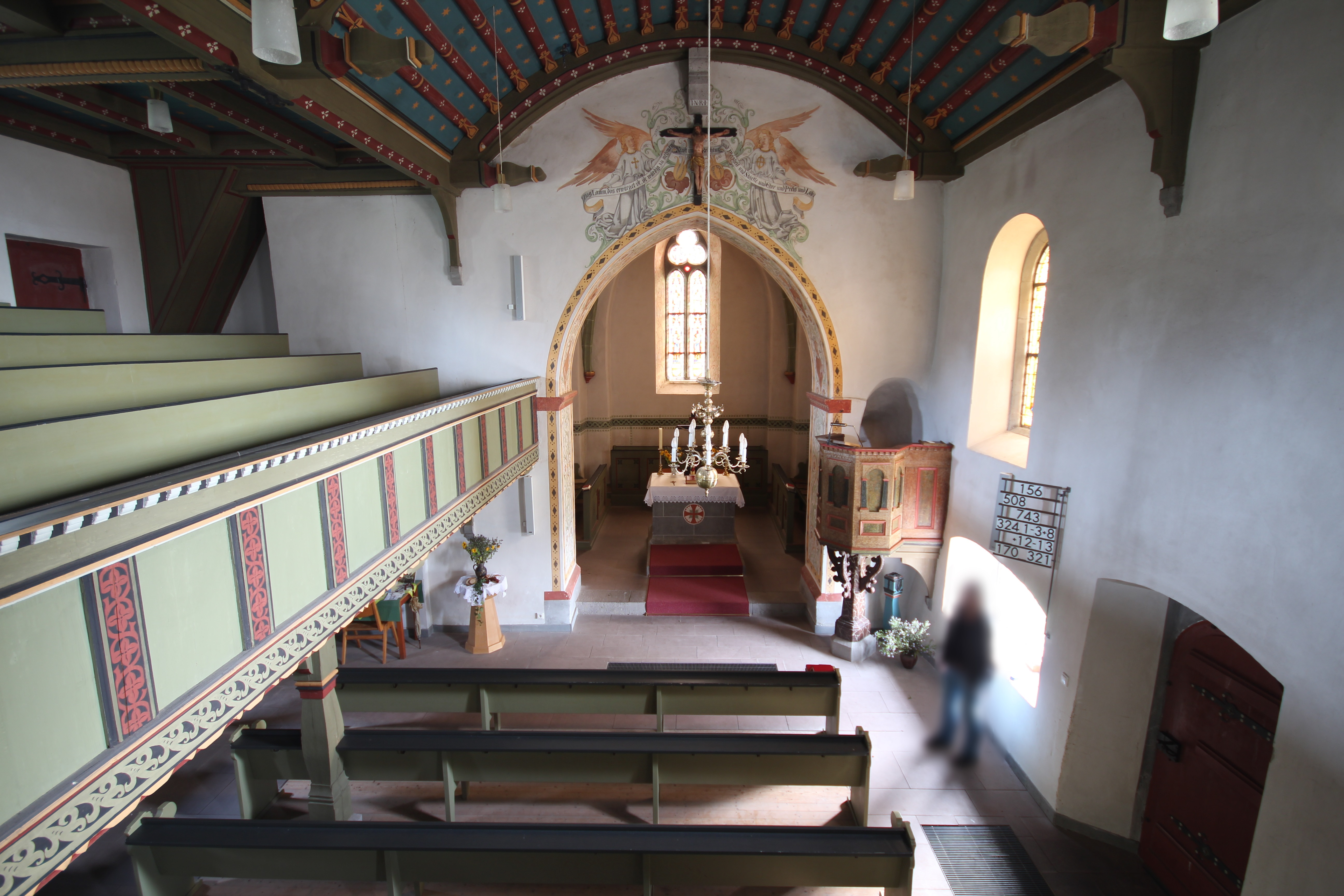
Innenraum Richtung Osten

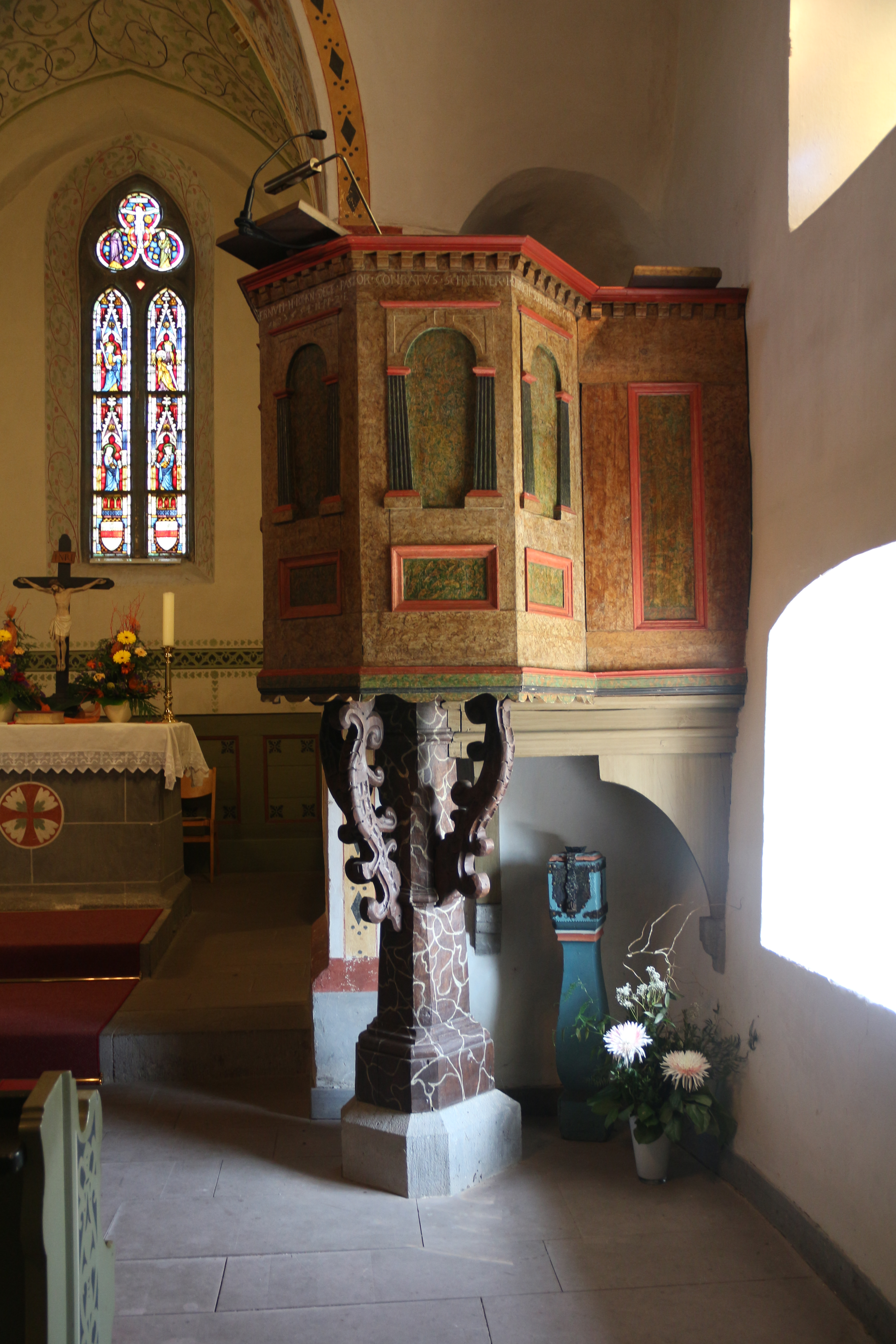
Spätrenaissance-Kanzel

Die Ausmalung im neugotisch-spätromantischen Stil stammt von Nicolaus Dauber. Im Gewölbe des Chorturms halten vier Engel Schriftbänder mit dem Bibelwort aus Joh 3,16 . Unterhalb der Engel sind die Gewölbekappen mit zartem Rankenwerk bemalt. Die Laibungen der Chorfenster sind ebenfalls mit Rankenwerk verziert. An der Nordwand des Chors ist die Taufe Christi durch Johannes den Täufer dargestellt, gerahmt von zwei großen Weinranken, um deren Stamm sich ein Spruchband mit dem lateinischen Bibelwort aus Mt 3,14–15  windet. Unterhalb des Freskos ist eine Sakramentsnische in die Nordwand eingelassen, die von einer Holztür mit einem spitzbogigen Gitterwerk verschlossen wird. Über dem Chorbogen ist ein Kruzifix angebracht, das von einem großen Fresko umgeben wird, das zwei Engel mit Spruchbändern zeigt (Offb 5,12 ). Innen am Chorbogen sind oberhalb der Kämpfersteine die Propheten Jesaja, Jeremia, Hesekiel und Daniel gemalt, deren Gesten denen der vier Evangelisten auf dem südlichen Chorfenster entsprechen.
Alle Chorfenster haben Glasmalerei. Das östliche Chorfenster zeigt vier weibliche Heilige, der Dreipass darüber die Kreuzigungsszene mit der griechisch-lateinischen INRI-Inschrift: „IHS • NA • R • I“ (Jesus von Nazaret, König der Juden). Die originale Dreipass-Glasmalerei ist nicht erhalten. Bei den Chorfenstern handelt es sich um Repliken, die im Jahr 1908 gestaltet wurden. Die Originale von 1320 befinden sich im Hessischen Landesmuseum Kassel. Oben links ist die hl. Margareta mit ihren Attributen, Palmenzweig und Buch, dargestellt, oben rechts die hl. Katharina mit Rad und Schwert, unten links wahrscheinlich Maria Magdalena, von der nur der Kopf unter der Arkade erhalten ist, unten rechts die hl. Maria mit dem Kind, das in der Replik 1908 weggelassen wurde. Das südliche Chorfenster mit den Evangelisten wurde 1908 von der Pfarrerfamilie Berdux gestiftet. Ein von der bürgerlichen Gemeinde gestiftetes Glasfenster in der Südwand des Langschiffs bei der Kanzel zeigt den segnenden Christus.
Der Innenraum des Langhauses wird an der Südseite von einer Holztonne abgeschlossen, die mit einem Sternenhimmel als Hintergrund und Ornamenten auf den Leisten bunt bemalt ist. An der Nord- und Westseite sind kassettierte Emporen eingebaut, die unten durch einen Fries verziert werden. Die Westempore dient als Aufstellungsort für die Orgel.
Der gemauerte Blockaltar mit gemalter Quaderung und der mittelalterlichen Altarplatte im Chor ist um eine Stufe erhöht. Das hölzerne Altarkruzifix findet seine Entsprechung in dem Kruzifix über dem Chorbogen. Die hölzerne polygonale Kanzel von 1654 am südlichen Chorbogenpfeiler ist im Stil der Spätrenaissance gestaltet. Sie ruht auf einer Holzsäule, die von geschwungenen Streben umgeben ist. Die Kanzelfelder sind unten kassettiert und haben im oberen Bereich Rundbögen zwischen Pilastern.

## Orgel

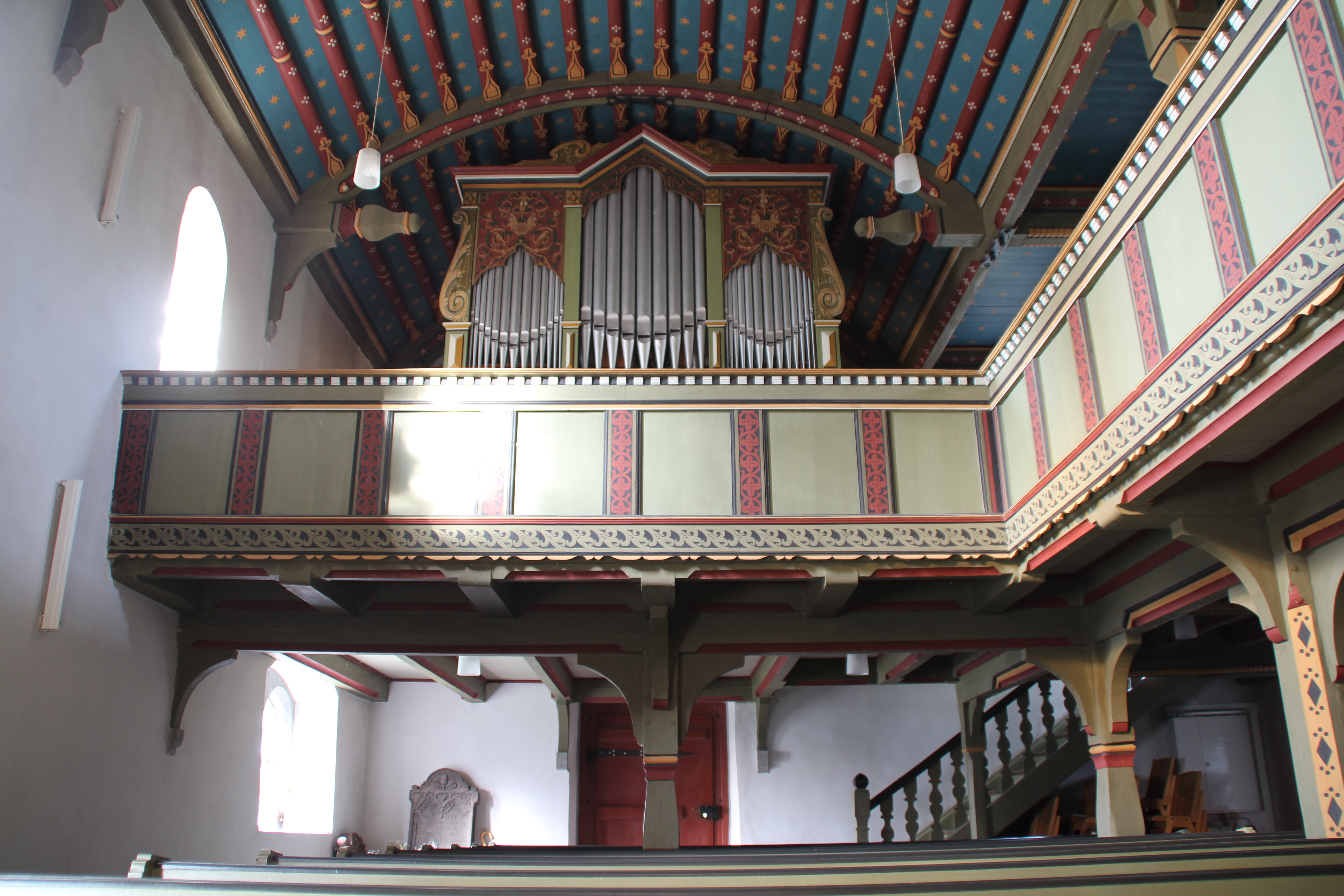
Blick auf die Orgelempore

Im Jahr 1845 baute Peter Dickel zusammen mit seinem Vater Heinrich eine einmanualige Orgel mit elf Registern. Auf der neuen Nordempore wurde im Jahr 1907 eine neue Orgel errichtet. Im Jahr 1938 verkaufte die Gemeinde die Orgel und ließ auf der Westempore ein neues Werk errichten. Das Instrument stammt von der Licher Firma Förster & Nicolaus und verfügt über zwölf Register, die sich auf zwei Manuale und Pedal verteilen. Der neubarocke Prospekt wird durch Pilaster in drei Pfeifenfelder gegliedert. Der durchlaufende Gesimskranz bildet in der Mitte einen Giebel. Den seitlichen Abschluss bilden zwei geschnitzte Voluten.
Im Jahr 2008 erfolgten eine Renovierung der Orgel und der Einbau eines neuen Registers (Rohrflöte 4′) durch die Erbauerfirma. Die Bassflöte  4′ ist eine Transmission aus dem Hauptwerk. Die Disposition lautet wie folgt:
| Hauptwerk C–g3 |       |
| Principal      | 8′    |
| Rohrflöte      | 8′    |
| Nachthorn      | 4′    |
| Oktav          | 2′    |
| Mixtur II–III  | 1 ⁄3′ |

| Oberwerk C–g3   |                |
| Singend Gedeckt | 8′             |
| Praestant       | 4′             |
| Rohrflöte       | 4′             |
| Blockflöte      | 2′             |
| Zimbel III      | 1⁄2′+2⁄5′+1⁄3′ |

| Pedal C–f1         |     |
| Subbaß             | 16′ |
| Oktavbass          | 8′  |
| Bassflöte (aus HW) | 4′  |